# Ruandische Fußballnationalmannschaft
Die ruandische Fußballnationalmannschaft ist die Fußball-Auswahl des ruandischen Fußballverbandes Fédération Rwandaise de Football Association. Seine ersten Länderspiele bestritt das Team Ende der 1970er Jahre. 2004 konnte man sich erstmals für eine Afrikameisterschaft qualifizieren. Der Mannschaft ist es bisher noch nicht gelungen, sich für eine Weltmeisterschaft zu qualifizieren.
Von 1986 bis 1995 gab es aufgrund des Bürgerkriegs in Ruanda keine Länderspiele.

## Turniere

### Weltmeisterschaft
| 1930 in Uruguay bis 1986 in Mexiko | nicht teilgenommen |
| 1990 in Italien                    | nicht qualifiziert |
| 1994 in den USA                    | zurückgezogen      |
| 1998 in Frankreich                 | nicht qualifiziert |
| 2002 in Japan und Südkorea         | nicht qualifiziert |
| 2006 in Deutschland                | nicht qualifiziert |
| 2010 in Südafrika                  | nicht qualifiziert |
| 2014 in Brasilien                  | nicht qualifiziert |
| 2018 in Russland                   | nicht qualifiziert |
| 2022 in Katar                      | nicht qualifiziert |

### Afrikameisterschaft
- 1965 bis 1980 – nicht teilgenommen
- 1982 – nicht qualifiziert
- 1984 – nicht qualifiziert
- 1986 – nicht qualifiziert
- 1988 – zurückgezogen
- 1990 – nicht teilgenommen
- 1992 – nicht teilgenommen
- 1994 – nicht teilgenommen
- 1996 – nicht teilgenommen
- 1998 – nicht teilgenommen
- 2000 – nicht qualifiziert
- 2002 – nicht qualifiziert
- 2004 – Vorrunde
- 2006 – nicht qualifiziert
- 2008 – nicht qualifiziert
- 2008 – nicht qualifiziert
- 2010 – nicht qualifiziert
- 2012 – nicht qualifiziert
- 2013 – nicht qualifiziert
- 2015 – nicht qualifiziert
- 2017 – nicht qualifiziert
- 2019 – nicht qualifiziert
- 2022 – nicht qualifiziert
- 2024 – nicht qualifiziert
- 2025 – nicht qualifiziert

### Afrikanische Nationenmeisterschaft
- 2009: nicht qualifiziert
- 2011: Vorrunde
- 2014: nicht qualifiziert
- 2016: Viertelfinale
- 2018: Vorrunde
- 2021: Viertelfinale
- 2023: nicht qualifiziert

### Ost- und Zentralafrikameisterschaft
- 1973 bis 1994 – nicht teilgenommen
- 1995 – Vorrunde
- 1996 – Vorrunde
- 1999 – Team A: Dritter – Team B: Ost- und Zentralafrikameister
- 2000 – Vierter
- 2001 – Team A: Dritter – Team B: Vierter
- 2002 – Dritter
- 2003 – Zweiter
- 2004 – Vorrunde
- 2005 – Zweiter
- 2006 – Dritter
- 2007 – Zweiter
- 2008 – Vorrunde
- 2009 – Zweiter
- 2010 – Viertelfinale
- 2011 – Zweiter
- 2012 – Viertelfinale
- 2013 – Viertelfinale
- 2015 – Zweiter
- 2017 – Vorrunde
- 2019 – nicht teilgenommen[3]
- 2021 – nicht teilgenommen (als U-23-Meisterschaft ausgetragen)

## Bekannte Spieler
- Fritz Emeran (* 1976)
- Claude Kalisa
- Désiré Mbonabucya
- Jimmy Mulisa (* 1984)
- Hamad Ndikumana (1978–2017)
- Julien Nsengiyumva (* 1978)

## Trainer
Die folgende Liste umfasst die Cheftrainer einschließlich der Interimstrainer (kursiv), die die Nationalmannschaft im Laufe der Jahre geleitet haben:
- Otto Pfister (1972–1976)
- Joachim Fickert (1986)
- Metin Türel (1991)
- Longin Rudasingwa (1998–1999)
- Rudi Gutendorf (1999–2000)
- Longin Rudasingwa (2000–2001)
- Ratomir Dujković (2001–2004)
- Roger Palmgren (2004–2005)
- Michael Nees (2006–2007)
- Josip Kuže (2007–2008)
- Raoul Shungu (2008)
- Branko Tucak (2008–2009)
- Eric Nshimiyimana (2009–2010)
- Sellas Tetteh (2010–2011)
- Milutin Sredojević (2011–2013)
- Eric Nshimiyimana (2013–2014)
- Stephen Constantine (2014–2015)
- Lee Johnson (2015)
- Johnny McKinstry (2015–2016)
- Gilbert Kanyankore (2016)
- Jimmy Mulisa (2016)
- Antoine Hey (2017–2018)
- Vincent Mashami (2018–2022)
- Carlos Alós (2022–2023)
- Gérard Buscher (2023)
- Torsten Spittler (2023–2025)
- Adel Amrouche (seit März 2025)[5]